# Ausztrália a 2002. évi téli olimpiai játékokon
Ausztrália az egyesült államokbeli Salt Lake Cityben megrendezett 2002. évi téli olimpiai játékok egyik részt vevő nemzete volt. Az országot az olimpián 5 sportágban 25 sportoló képviselte, akik összesen 2 érmet szereztek.

## Érmesek
| Érem  | Versenyző       | Sportág                    | Versenyszám  |
| ----- | --------------- | -------------------------- | ------------ |
| Arany | Alisa Camplin   | Síakrobatika               | Női ugrás    |
| Arany | Steven Bradbury | Rövidpályás gyorskorcsolya | Férfi 1000 m |

## Alpesisí
Férfi
| Versenyző       | Versenyszám            | 1. futam | 1. futam | 2. futam      | 2. futam      | Összesítés | Összesítés |
| Versenyző       | Versenyszám            | Idő      | Hely.    | Idő           | Hely.         | Idő        | Helyezés   |
| --------------- | ---------------------- | -------- | -------- | ------------- | ------------- | ---------- | ---------- |
| A. J. Bear      | Lesiklás               |          |          |               |               | 1:43,19    | 37.        |
| A. J. Bear      | Szuperóriás-műlesiklás |          |          |               |               | kizárták   | kizárták   |
| Craig Branch    | Lesiklás               |          |          |               |               | 1:45,34    | 45.        |
| Craig Branch    | Szuperóriás-műlesiklás |          |          |               |               | 1:27,15    | 27.        |
| Michael Dickson | Műlesiklás             | 56,88    | 41.      | nem ért célba | nem ért célba | kiesett    | kiesett    |
| Brad Wall       | Óriás-műlesiklás       | 1:15,69  | 37.      | 1:14,59       | 35.           | 2:30,28    | 33.        |

| Versenyző    | Versenyszám | Lesiklás | Lesiklás | Műlesiklás | Műlesiklás | Műlesiklás | Műlesiklás | Műlesiklás | Műlesiklás | Összesítés | Összesítés |
| Versenyző    | Versenyszám | Lesiklás | Lesiklás | 1. futam   | 1. futam   | 2. futam   | 2. futam   | Össz.      | Össz.      | Összesítés | Összesítés |
| Versenyző    | Versenyszám | Idő      | Hely.    | Idő        | Hely.      | Idő        | Hely.      | Idő        | Hely.      | Idő        | Helyezés   |
| ------------ | ----------- | -------- | -------- | ---------- | ---------- | ---------- | ---------- | ---------- | ---------- | ---------- | ---------- |
| A. J. Bear   | Összetett   | 1:41,02  | 12.      | 52,45      | 24.        | kizárták   | kizárták   | kiesett    | kiesett    | kiesett    | kiesett    |
| Craig Branch | Összetett   | kizárták | kizárták | kiesett    | kiesett    | kiesett    | kiesett    | kiesett    | kiesett    | kiesett    | kiesett    |

Női
| Versenyző         | Versenyszám            | 1. futam      | 1. futam      | 2. futam      | 2. futam      | Összesítés    | Összesítés    |
| Versenyző         | Versenyszám            | Idő           | Hely.         | Idő           | Hely.         | Idő           | Helyezés      |
| ----------------- | ---------------------- | ------------- | ------------- | ------------- | ------------- | ------------- | ------------- |
| Rowena Bright     | Műlesiklás             | 1:00,22       | 42.           | nem ért célba | nem ért célba | kiesett       | kiesett       |
| Alice Jones       | Lesiklás               |               |               |               |               | 1:43,07       | 27.           |
| Alice Jones       | Szuperóriás-műlesiklás |               |               |               |               | nem ért célba | nem ért célba |
| Jeannette Korten  | Műlesiklás             | 57,85         | 34.           | 58,25         | 24.           | 1:56,10       | 25.           |
| Jeannette Korten  | Óriás-műlesiklás       | 1:19,00       | 30.           | kizárták      | kizárták      | kiesett       | kiesett       |
| Kathrin Nikolussi | Műlesiklás             | nem ért célba | nem ért célba | kiesett       | kiesett       | kiesett       | kiesett       |
| Jenny Owens       | Lesiklás               |               |               |               |               | 1:44,15       | 29.           |
| Jenny Owens       | Óriás-műlesiklás       | nem ért célba | nem ért célba | kiesett       | kiesett       | kiesett       | kiesett       |
| Jenny Owens       | Szuperóriás-műlesiklás |               |               |               |               | 1:17,84       | 29.*          |
| Zali Steggall     | Műlesiklás             | nem ért célba | nem ért célba | kiesett       | kiesett       | kiesett       | kiesett       |

| Versenyző     | Versenyszám | Műlesiklás | Műlesiklás | Műlesiklás | Műlesiklás | Műlesiklás | Műlesiklás | Lesiklás | Lesiklás | Összesítés | Összesítés |
| Versenyző     | Versenyszám | 1. futam   | 1. futam   | 2. futam   | 2. futam   | Össz.      | Össz.      | Lesiklás | Lesiklás | Összesítés | Összesítés |
| Versenyző     | Versenyszám | Idő        | Hely.      | Idő        | Hely.      | Idő        | Hely.      | Idő      | Hely.    | Idő        | Helyezés   |
| ------------- | ----------- | ---------- | ---------- | ---------- | ---------- | ---------- | ---------- | -------- | -------- | ---------- | ---------- |
| Rowena Bright | Összetett   | 1:04,95    | 29.        | 46,27      | 20.        | 1:51,22    | 28.        | 1:19,46  | 21.      | 3:10,68    | 24.        |
| Alice Jones   | Összetett   | 47,80      | 18.        | 44,59      | 10.        | 1:32,39    | 15.        | 1:17,83  | 15.      | 2:50,22    | 12.        |
| Jenny Owens   | Összetett   | 47,37      | 14.        | 44,98      | 12.        | 1:32,35    | 14.        | 1:16,96  | 9.       | 2:49,31    | 9.         |

* - egy másik versenyzővel azonos eredményt ért el

## Műkorcsolya
| Versenyző       | Versenyszám  | Rövid program     | Rövid program | Rövid program | Kűr               | Kűr     | Kűr         | Összesítés         | Összesítés |
| Versenyző       | Versenyszám  | Több. hely. száma | Hely.         | Hely. pont.   | Több. hely. száma | Hely.   | Hely. pont. | Helyezési pontszám | Helyezés   |
| --------------- | ------------ | ----------------- | ------------- | ------------- | ----------------- | ------- | ----------- | ------------------ | ---------- |
| Anthony Liu     | Férfi egyéni | 5×10+             | 10.           | 5,0           | 6×11+             | 10.     | 10,0        | 15,0               | 10.        |
| Stephanie Zhang | Női egyéni   | 6×24+             | 25.           | 12,5          | kiesett           | kiesett | kiesett     | kiesett            | kiesett    |

## Rövidpályás gyorskorcsolya
Férfi
| Versenyző                                            | Versenyszám  | Előfutam | Előfutam | Negyeddöntő | Negyeddöntő | Elődöntő | Elődöntő | B döntő  | B döntő | Döntő    | Döntő   | Helyezés |
| Versenyző                                            | Versenyszám  | Idő      | Hely.    | Idő         | Hely.       | Idő      | Hely.    | Idő      | Hely.   | Idő      | Hely.   | Helyezés |
| ---------------------------------------------------- | ------------ | -------- | -------- | ----------- | ----------- | -------- | -------- | -------- | ------- | -------- | ------- | -------- |
| Steven Bradbury                                      | 500 m        | 43,225   | 2.       | 44,982      | 3.          | kiesett  | kiesett  | kiesett  | kiesett | kiesett  | kiesett | 14.      |
| Steven Bradbury                                      | 1000 m       | 1:30,956 | 1.       | 1:29,265    | 2.          | 1:29,189 | 1.       |          |         | 1:29,109 | 1.      |          |
| Steven Bradbury                                      | 1500 m       | 2:22,632 | 3.       |             |             | 2:25,457 | 4.       | 2:28,604 | 5.      |          |         | 10.      |
| Andrew McNee                                         | 500 m        | 44,289   | 4.       | kiesett     | kiesett     | kiesett  | kiesett  | kiesett  | kiesett | kiesett  | kiesett | 28.      |
| Mark McNee                                           | 1000 m       | 1:39,325 | 2.       | 1:46,701    | 4.          | kiesett  | kiesett  | kiesett  | kiesett | kiesett  | kiesett | 15.      |
| Mark McNee                                           | 1500 m       | 2:27,840 | 5.       |             |             | kiesett  | kiesett  | kiesett  | kiesett | kiesett  | kiesett | 28.      |
| Steven Bradbury Alex McEwan Andrew McNee Stephen Lee | 5000 m váltó |          |          |             |             | 7:19,177 | 3.       | 7:45,271 | 2.      |          |         | 6.       |

## Síakrobatika
Ugrás
| Versenyző          | Versenyszám | Selejtező | Selejtező | Döntő  | Döntő    |
| Versenyző          | Versenyszám | Pont      | Helyezés  | Pont   | Helyezés |
| ------------------ | ----------- | --------- | --------- | ------ | -------- |
| Alisa Camplin      | Női         | 183,66    | 2.        | 193,47 |          |
| Lydia Ierodiaconou | Női         | 166,06    | 10.       | 169,38 | 8.       |

Mogul
| Versenyző         | Versenyszám | Selejtező | Selejtező | Döntő   | Döntő    |
| Versenyző         | Versenyszám | Pont      | Helyezés  | Pont    | Helyezés |
| ----------------- | ----------- | --------- | --------- | ------- | -------- |
| Adrian Costa      | Férfi       | 24,13     | 18.       | kiesett | kiesett  |
| Trennon Paynter   | Férfi       | 22,53     | 23.       | kiesett | kiesett  |
| Manuela Berchtold | Női         | 19,59     | 27.       | kiesett | kiesett  |
| Maria Despas      | Női         | 21,19     | 21.       | kiesett | kiesett  |
| Jane Sexton       | Női         | 20,47     | 25.       | kiesett | kiesett  |

## Snowboard
Parallel giant slalom
| Versenyző     | Versenyszám | Selejtező | Selejtező | Nyolcaddöntő      | Negyeddöntő       | Elődöntő          | Döntő             | Helyezés |
| Versenyző     | Versenyszám | Idő       | Hely.     | Ellenfél Eredmény | Ellenfél Eredmény | Ellenfél Eredmény | Ellenfél Eredmény | Helyezés |
| ------------- | ----------- | --------- | --------- | ----------------- | ----------------- | ----------------- | ----------------- | -------- |
| Zeke Steggall | Férfi       | 38,69     | 26.       | kiesett           | kiesett           | kiesett           | kiesett           | 26.      |